# Artéria ulnar
A artéria ulnar ou artéria cubital (antiga nomenclatura) é o ramo terminal externo da artéria humeral quando esta se divide a nível da prega do cotovelo. Termina no arco palmar superficial, para cuja formação colabora também  o ramo superficial da artéria radial. É palpável na face anterior e externa do pulso. Ao longo do seu trajeto, é acompanhado pela veia ulnar ou veia cubital.

## Imagens adicionais

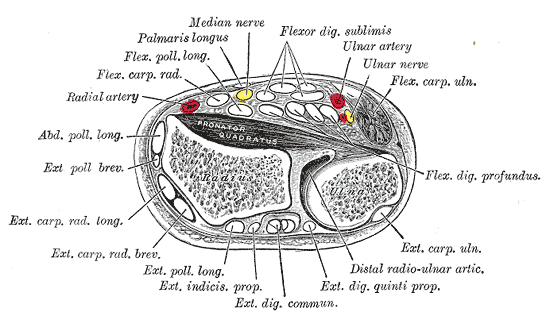
Secção transversal das artérias radial e ulnar.
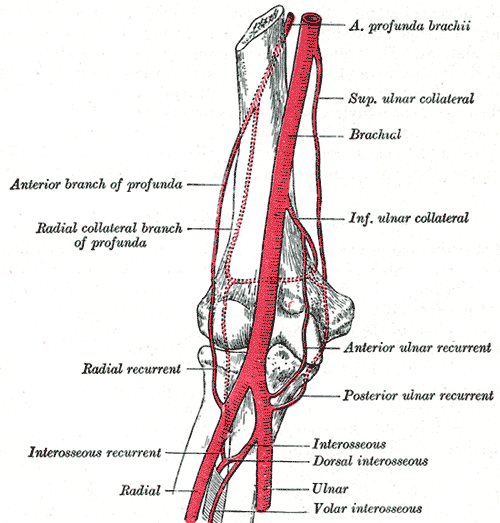
Diagrama da bifurcação da artéria braquial na prega do cotovelo.
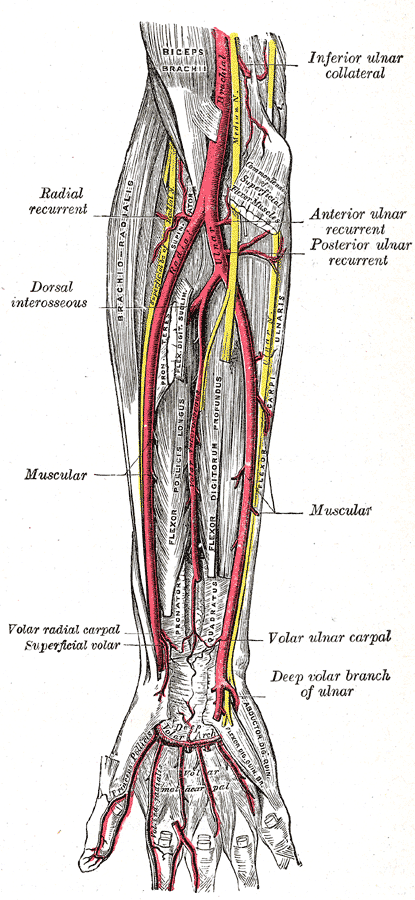
Artérias radial e ulnar.
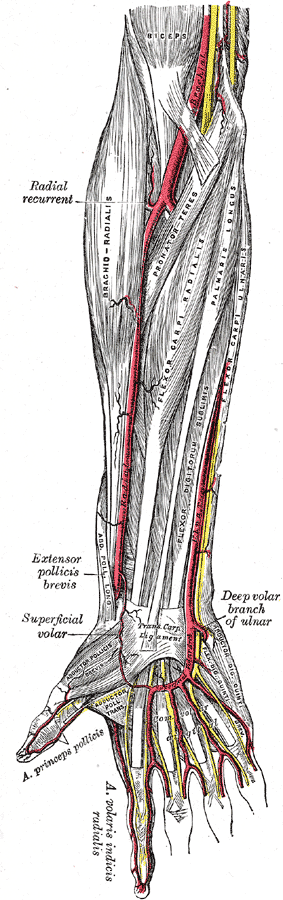
Artéria ulnar
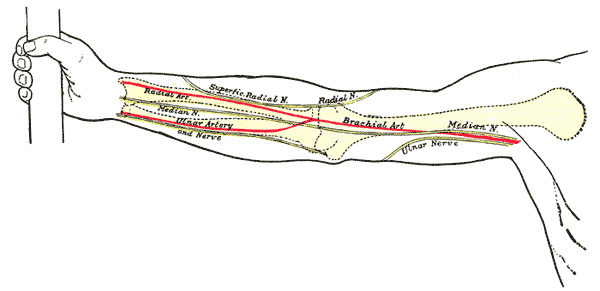
Face anterior do membro superior direito com as suas artérias principais